# Автошлях D1 (Хорватія)

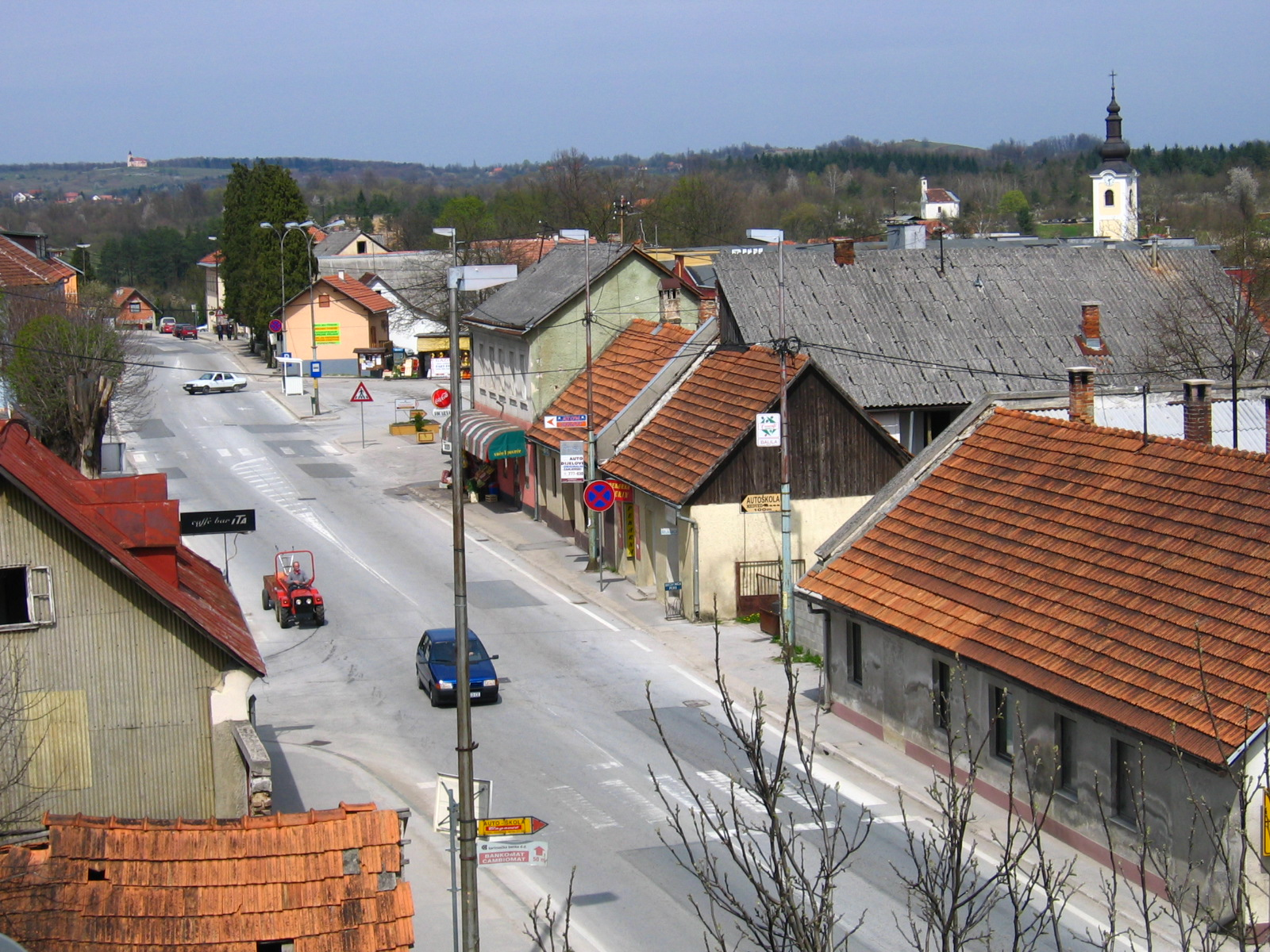
Траса D1 біля Слуня

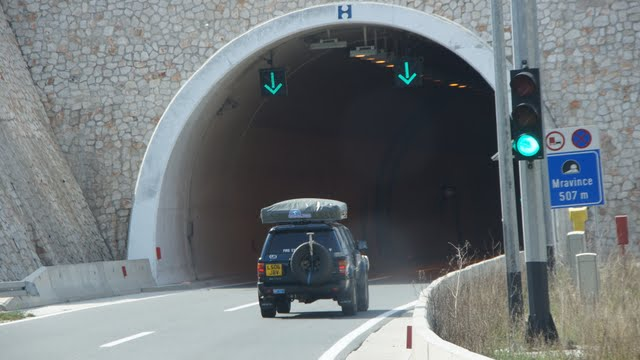
Тунель Mravince, на трасі D1

Автошлях D1 також Державна дорога D1 (хорв. Državna cesta D1) — національна автомагістраль у Хорватії. Це односмугове шосе, яке тягнеться від прикордонного переходу Мацель на півночі через Крапину, Загреб, Карловаць, Слунь, Грачаць, Книн, Синь, закінчуючись у Спліті. Загальна довжина 421 км.
До завершення будівництва автомагістралей із розділеними напрямками руху A1 і A2 (у 2005 і 2007 роках відповідно), D1 була, ймовірно, найпожвавленішою дорогою влітку в Хорватії, оскільки вона з'єднувала північний кордон, а також місто Загреб із туристичними курортами на Адріатичному морі. Відтоді трафік значно зменшився, але D1 залишається актуальною як альтернатива платним магістралям.

## Опис маршруту
На північ від Загреба D1 здебільшого проходить паралельно автомагістралі A2 до розв'язки Крапина, з'єднуючись із низкою розв'язок A2 безпосередньо або через сполучні дороги. Вона також проходить паралельно залізничним коліям на деяких ділянках через горбисту місцевість.
Частина державної дороги D1 проходить паралельно з іншими маршрутами: автомагістраль A2 між розв'язками Запрешич і Янкомир, автомагістраль A3 між розв'язками Янкомир і Лучко, державна дорога D3 між розв'язкою Лучко і Карловаць, державна дорога D6 у Карловаці, державна дорога D33 у Книні та державна дорога D219 у Сині.
Північна частина D1 у Карловаці насправді є дорогою дещо нижчої категорії, тому що є кілька перехресть зі світлофорами, які сповільнюють рух.
Частини дороги в Лиці мають смуги для підйому.
Управління та обслуговування цієї дороги, як і всіх інших державних доріг у Хорватії, здійснює державна компанія «Хорватські дороги».

## Мапа
Openstreetmap